# Håkon Svenson
Håkon Olav Svenson, född 23 juni 1943 i Västerås, är en svensk skådespelare, teaterpedagog och teaterregissör.

## Biografi
Svenson studerade vid Teaterhögskolan i Göteborg 1964–1967. Han var engagerad vid Göteborgs Stadsteater 1967–1975, där han fick göra 6–7 roller per säsong (alltså nära femtio efter de åtta åren!). Mellan åren 1975 och 1993 tillhörde han den fasta ensemblen vid Malmö stadsteater där han bland annat medverkade i uppsättningar som Streber, Häxjakten, Gustaf III, Röde Orm och Blodsbröllop. Han spelade mot Nils Poppe i farsen Två man om en änka på Nyan i Malmö 1983 och medverkade i Eva Rydbergs Fars lilla tös på Fredriksdalsteatern i Helsingborg 1999. Perioden 1993–1995 var han engagerad vid Folkteatern i Gävleborg. Han har medverkat i flera dramaproduktioner i TV bland annat Kuriren från 1988, August Palms äventyr, Varuhuset och i de första omgångarna av Hem till byn. Han har undervisat vid Teaterhögskolan i Malmö samt Scenografiskolan i Skellefteå.
Håkon Svenson är gift med Tove Granditsky sedan 1978.

## Filmografi i urval
- 1971 – Hem till byn (TV-serie)
- 1973 – Hem till byn (TV-serie)
- 1976 – Hem till byn (TV-serie)
- 1985 – August Palms äventyr (TV-serie)
- 1987 – Varuhuset (TV-serie)
- 1987 – Allt ljus på mig!
- 1988 – Kuriren (TV-serie)
- 1994 – Läckan (TV-serie)
- 1999 – Dödsklockan (TV)
- 2003 – Episoder

## Teater

### Roller (ej komplett)
| År   | Roll                    | Produktion                                                                | Regi                       | Teater              |
| ---- | ----------------------- | ------------------------------------------------------------------------- | -------------------------- | ------------------- |
| 1978 |                         | Röde Orm från Kullen Lars Björkman, Pierre Fränckel och Bengt-Arne Wallin | Pierre Fränckel Conny Borg | Malmö stadsteater   |
| 1981 |                         | Blodsbröllop (Bodas de Sangre) Federico García Lorca                      | Eva Sköld                  | Malmö stadsteater   |
| 1996 | John                    | Gröna hissen (Fair and Warmer) Avery Hopwood                              | Hans Bergström             | Palladium           |
| 1997 |                         | Lilla Fransyskan (Pyjamas pour six) Marc Camoletti                        | Jan Hertz                  | Palladium           |
| 1999 | Advokat Vilhelm Velling | Fars lilla tös (Hurra, ein Junge) Franz Arnold och Ernst Bach             | Jan Hertz                  | Fredriksdalsteatern |
| 2003 | William Banbury         | Änglar med glorian på sne (Fallen Angels) Noël Coward                     | Jan Hertz                  | Nöjesteatern/ Turné |
| 2004 | Mr Sheinkopf            | Fame José Fernandez, Steve Margoshes och Jacques Levy                     | Hans Berndtsson            | Oscarsteatern       |